# 岸本Miyuki
岸本Miyuki（日语：岸本 みゆき，1973年—），日本男編劇。畢業於近畿大學文藝學部藝術學科。祖父為第七代·竹本住大夫。

## 作品列表

### 電視動畫
2006年
- 結界師

2008年
- 深淵傳奇

2010年
- SD鋼彈三國傳 Brave Battle Warriors

2011年
- 便·當

2013年
- 蟲奉行
- 超速變形螺旋傑特

2014年
- 金田一少年之事件簿R

2015年
- 潮與虎

2016年
- 金田一少年之事件簿R (第2期)
- RS計畫 -Rebirth Storage-（日语：RS計画 -Rebirth Storage-）

### 電影
2010年
- 超電影版 SD鋼彈三國傳 Brave Battle Warriors

### 漫畫
- SD鋼彈三國傳 風雲豪傑篇（構成）
- BB戰士三國傳 英雄激突篇（構成）
- BB戰士三國傳 戰神決鬥篇（構成）
- SD鋼彈三國傳BraveBattleWarriors 創世記（構成）
- （腳本，連載於《月刊Hero's》2012年2月號－2014年6月號）[1]
- 3（原作，發表於《近代麻雀（日语：近代麻雀）》2015年2/1號）

### 遊戲
2009年
- Luminous Arc 3 EYES（日语：ルミナスアーク3 アイズ）

2010年
- 超級機器人大戰L

2011年
- 最後約定的故事（日语：最後の約束の物語）

2013年
- 超級機器人大戰UX（故事情節、撰稿編劇總監）

### 其它
- THEATRE G-ROSSO（日语：シアターGロッソ）公演『海賊戰隊豪快者』Show（腳本）

## 出演

### 遊戲
2009年
- Luminous Arc 3 EYES（日语：ルミナスアーク3 アイズ）

### niconico現場直播
- 岸本的（幹事）
- 饒舌（聽眾）

## 來源
1. ↑  . Anime！Anime！. 2012-04-02  [2016-07-15]. （原始内容存档于2019-12-06） （日语）.

## 外部連結
- 岸本Miyuki的X（前Twitter） （日語）